# Дермансько-Мостівський регіональний ландшафтний парк
«Де́рмансько-Мо́стівський» — регіональний ландшафтний парк в Україні, об'єкт природно-заповідного фонду Рівненської області. 
Площа 19837 га. Створений згідно з рішенням Рівненської обласної ради від 28.02.2002 № 341.

## Розташування
Розташований у Рівненській області, на території Здолбунівського району. Села: Дермань Перша, Дермань Друга, Борщівка Перша, Борщівка Друга, Буща, Мости, Зелений Дуб, Гурби, Святе, Будераж, Суйми, Півче, Нова Мощаниця, Мала Мощаниця, Ступне, Залібівка.

## Рослинність
Парк розташований на межі Волинського лесового плато, Малого Полісся та Кременецьких гір. У зв'язку з цим територія його відзначається значним ландшафтним і біологічним різноманіттям. Тут переважає лісова рослинність (майже 45% площі парку), поширені також болота (1,8% від загальної площі парку), заболочені луки, а також торф'янисті луки, які сформувались на місці осушених боліт. Лісова рослинність представлена листяними, мішаними та хвойними лісами. Переважають широколистяні ліси — дубові (з дуба звичайного та скельного), грабово-дубові, грабові та березово-грабові ліси, а також мішані дубово-соснові та чисті соснові ліси. 
Болота евтрофні або карбонатні. У рослинному покриві карбонатних боліт переважають угруповання червонокнижних видів — меч-трави болотної, сашника іржавого та осоки Девелла. Тут зростають види, занесені до Червоної книги України — коручка болотна, пальчатокорінники м'ясочервоний та Фукса, язичник буковинський, сверція багаторічна, товстянка звичайна. На заплавних болотах у малополіській частині парку поряд з центральноєвропейськими видами трапляються такі бореальні види, як ринхоспора біла, теліптерис болотний, журавлина болотна, росички круглолиста й англійська та інші види. 
На виходах вапняків та пісковиків серед дубово-грабових лісів трапляються багатоніжки звичайна та проміжна, аспленій волосовидний, смородина блискуча, плющ звичайний, жимолость пухнаста. 
На території парку виявлено 31 червонокнижний вид рослин, тобто майже половина видів, занесених до Червоної книги, які зростають на Рівненщині. Серед них найрідкіснішими є язичник буковинський, ломикамінь болотний, сверція багаторічна, меч-трава болотна, товстянка звичайна. Багато на цій території і регіонально рідкісних видів — осоки Хоста і піхвова, китятки гіркуваті, валеріана цілолиста, первоцвіт високий, страусове перо звичайне, фітеума колосиста та деякі інші. На території парку виявлено чотири рідкісні рослинні угруповання, занесені до Зеленої книги України: меч-трави болотної, сашника іржавого, осоки Девелла та ділянки старих дубових лісів (ліщинових і крушиново-трясучковидноосокових). 
Регіонально рідкісними угрупованнями є ліси з домінуванням дуба скельного та із співдомінуванням дубів скельного та звичайного.

## Тваринний світ
Тваринний світ вивчено мало. Тут можна спостерігати 146 видів птахів, з яких гніздових — 112 (з них осілих — 26). Решта з них такі, що трапляються тільки під час весняних або осінніх перельотів (28 видів), і такі, що зафіксовані лише взимку (6 видів). Тут гніздується рідкісний червонокнижний вид — лелека чорний. Із ссавців трапляються: заєць-русак, вивірка звичайна, ондатра, лисиця звичайна, куниці кам'яна і лісова, тхір чорний, ласка, свиня дика, сарна, а також занесені до Червоної книги України — горностай, норка європейська, борсук та видра річкова.

## Об'єкти ПЗФ місцевого значення
На території парку розміщені об'єкти природно-заповідного фонду місцевого значення. До них належать заказники (7), пам'ятки природи (3), заповідні лісові урочища (2) загальною площею 1720,1 га.
- Будеразький лісовий заказник площею 100 га, створений у 1983 році в кв. 21 Мізоцького лісництва Острозького держлісгоспу. Охороняються вікові дубові насадження з рідкісними рослинами.
- Мостівський лісовий заказник площею 197 га, створений у 1983 році у кв. 29, З0, 37, 38 Мостівського лісництва Острозького держлісгоспу. Охороняються вікові дубові насадження.
- Лісовий заказник «Вільхава» площею 539 га, створений у 1995 році на землях ЗАТ «Лісовик». Охороняється мальовнича ділянка мішаного лісу з низкою видів, занесених до Червоної книги.
- Геологічний заказник «Мізоцький кряж» площею 317 га, створений у 1983 році в кварталах 10-16 Мостівського лісництва Острозького держлісгоспу, де під охороною перебувають останцеві гори.
- Ступнівський ентомологічний заказник площею 59 га, організований у 1983 році поблизу с. Ступне на землях сільськогосподарського виробничого кооперативу «Нива». Охороняється місце оселення диких комах, бджіл, джмелів на схилах балки.
- Мощаницький ентомологічний заказник площею 44 га, організований у 1983 році поблизу с. Мала Мощаниця на землях сільськогосподарського виробничого кооперативу «Відродження». Охороняється місце оселення диких комах, бджіл, джмелів на схилах балки.
- Будеразький ентомологічний заказник площею 46 га, організований у 1983 році поблизу с. Будераж на землях сільськогосподарського виробничого кооперативу ім. І. Франка. Охороняється місце оселення диких комах, бджіл, джмелів на схилах балки.
- Ботанічна пам'ятка природи місцевого значення «Дерманська» площею 120 га, створена у 1999 році поблизу села Дермань Друга на землях селянського господарства «Дермань-2». Охороняється унікальна ділянка карбонатного болота в заплаві р. Устя, де зростають рідкісні болотні види рослин (13 видів рослин занесено до Червоної книги України).
- Ботанічна пам'ятка природи місцевого значення «300-річні липи» площею 0,1 га, створена у 1983 році в с. Дермань Друга на землях селянського господарства «Дермань-2». Охороняються дві липи дрібнолисті, посаджені наприкінці XVII ст.
- Гідрологічна пам'ятка природи місцевого значення «Джерело Батиївка» площею 1,0 га, створена у 1983 році на землях селянського господарства «Дермань-2». Охороняється потужне підземне джерело з високоякісною водою.
- Заповідне лісове урочище «Гурби» площею 196 га, створене у 1977 році в кв. 28, 29 Мостівського лісництва Острозького держлісгоспу. Охороняються дубові насадження з наявністю рідкісних рослин.
- Заповідне лісове урочище «Мостівське» площею 101 га, створене в 1977 році в кв. 25 Мостівського лісництва Острозького держлісгоспу. Охороняються ділянки мішаного лісу з наявністю рідкісних і лікарських рослин.